# Georg Christof Florian Greve

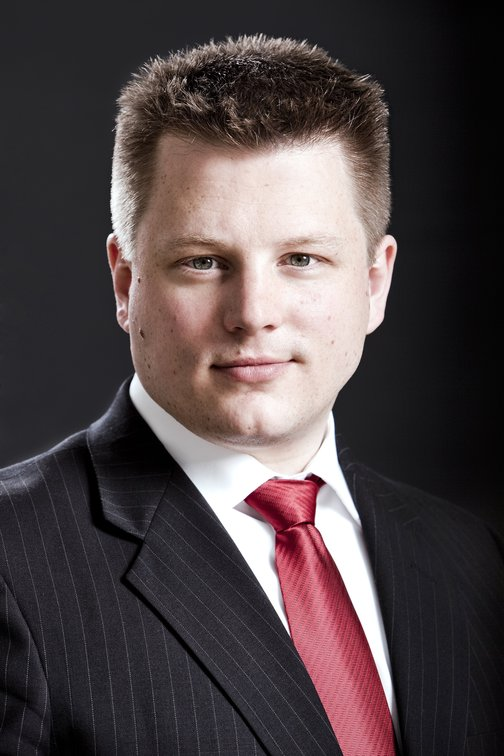
Georg Christof Florian Greve, 2008

Georg Christof Florian Greve (* 10. März 1973 auf Helgoland) ist einer der offiziellen Sprecher der Free Software Foundation Europe.
Greve kam 1993 erstmals in Kontakt mit freier Software. Er war 1998 der europäische Sprecher des GNU-Projekts, und 1999–2004 Autor der monatlichen Kolumne Brave GNU World über freie Software.
2001 initiierte er die Gründung der Free Software Foundation Europe, der ersten Free Software Foundation außerhalb der USA, und war bis zum Jahr 2009, in dem er nicht mehr für das Amt kandidierte, ihr Präsident. Von 2010 bis 2017 war er Geschäftsführer, Verwaltungsratspräsident und danach Verwaltungsratsmitglied der Kolab Systems AG, Schweiz.
Greve hat einen Universitätsabschluss als Diplom-Physiker.

## Auszeichnungen
Für seine Verdienste um offene Standards und freie Software wurde Greve 2010 mit dem Bundesverdienstkreuz am Bande ausgezeichnet.